# Urechis unicinctus
Urechis unicinctus (Chino: (Haichao, 海腸 o 海膓 hǎicháng)), (Coreano: 개불 (gaebul)), (Japonés: ユムシ, 螠虫 (yumushi)) es una lombriz de mar de la clase Echiura. Si bien no existe un nombre común para denominar a esta especie, coloquialmente se la conoce como urechi o pez pene.

## Hábitat
U. unicinctus, como otros Urechis, habita en aguas poco profundas, tales como planicies de marea en la arena, en túneles construidos en la arena o el barro durante la marea baja.

## Uso económico

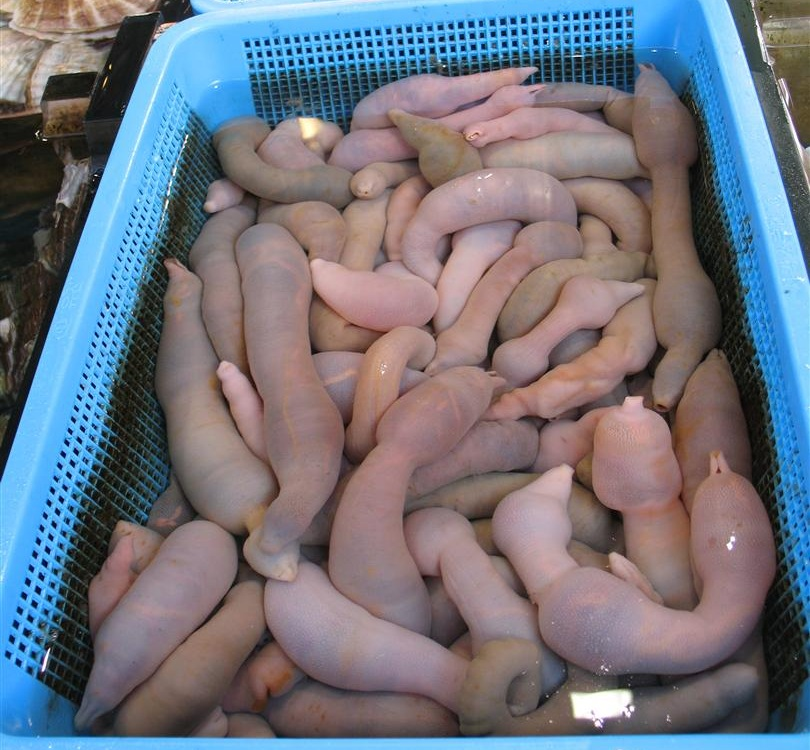
Ejemplares vivos de gaebul (Urechis unicinctus) en el mercado de pescado de Busan, Corea del Sur

Es considerada un manjar gastronómico en China, Japón y especialmente en Corea, donde se consume principalmente en zonas costeras preparado como hoe (sashimi).
En Japón, se consume en una zona de Hokkaido, donde se consume como sashimi, en vinagre o cocido, aunque también se puede encontrar como pescado seco. No es un plato típico japonés. 
En China se conserva seco en algunas regiones, como Dalian y Qingdao, para hidratarlo a la hora de consumirlo, y se suele preparar frito o cocido.
Debido a su alto contenido en aminoácidos como la glicina y la alanina, tiene un sabor suave, y una textura que recuerda a la de las almejas.
Es también usada como carnada en la pesca deportiva, en particular para la de la dorada y el pargo rojo.
En la medicina china es usado como remedio para enfermedades relacionadas con la rigidez relativa de la columna vertebral, enfermedades de los riñones, y es un vigorizador recomendado para los varones.